# 貝尤古拉 (路易斯安那州)
貝尤古拉（英語：Bayou Goula）是位於美國路易斯安那州伊貝維爾堂區的一個普查規定居民點。

## 人口
根據2020年美國人口普查的數據，貝尤古拉的面積為7.50平方千米，當中陸地面積為6.32平方千米，而水域面積為1.18平方千米。當地共有人口514人，而人口密度為每平方千米68.53人。